# Domenico Zeni
Domenico Zeni, noto anche con lo pseudonimo di il Pittorello (Bardolino, 18 settembre 1762 – Brescia, 1º febbraio 1819), è stato un pittore italiano attivo principalmente nel Trentino.

## Biografia

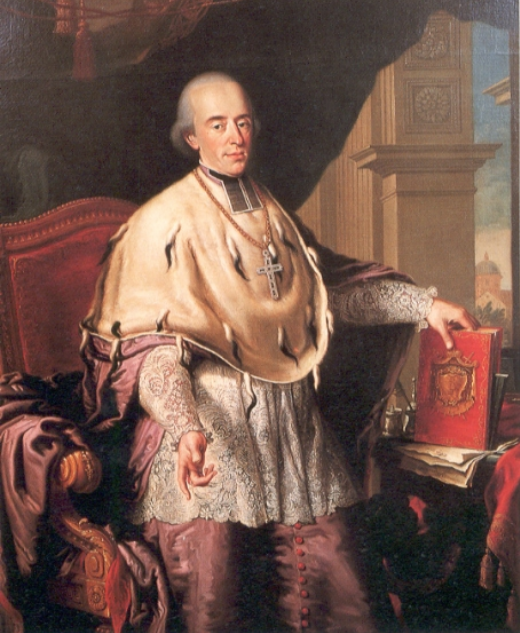
Ritratto del principe vescovo Emanuele Maria Thun, 1807, olio su tela, Museo diocesano tridentino (Trento)

Figlio del pittore Bartolomeo Zeni, che aveva bottega a Riva del Garda, dopo aver frequentato l'Accademia di Verona fondata da Giambettino Cignaroli tornò nel 1779-80 nel principato tridentino, dove divenne pittore di corte del principe vescovo Pietro Vigilio Thun, ultimo a ricoprire questo ruolo vista la fine del principato. Subentrò inoltre a Giovanni Battista Lampi come ritrattista prediletto della nobiltà trentina.
La prima notizia dell'attività artistica di Zeni in Trentino risale al 1779, quando gli furono commissionati otto ritratti dall'Accademia Roveretana degli Agiati, oggi non rintracciabili. Dal 1780 è documentato a Trento, intento al restauro del cortile del Castello del Buonconsiglio, dove lavorò al servizio del principe vescovo, per poi rimanere in Trentino fino al 1811.
Nei primi anni di attività risentì dell'influenza barocca veneta, in particolare di Francesco Fontebasso. Un esempio di questa prima fase sono i quadri del presbiterio della chiesa dei Santi Filippo e Giacomo a Sardagna, raffiguranti il Martirio di San Filippo e il Martirio di San Giacomo.
Fu un appassionato collezionista di stampe riproducenti noti dipinti, modelli di molte sue opere, come la Via Crucis realizzata per la chiesa di San Sisto a Caldonazzo, ispirata a quella di Giandomenico Tiepolo nella chiesa di San Polo di Venezia.
Realizzò poi diverse opere di carattere non religioso, tra queste degne di nota sono i due cicli di affreschi, con episodi tratti dall'Iliade e dalle Metamorfosi della villa Balduini-Tambosi, a Villazzano, e soprattutto la grande tela commissionata da Gaspare Bortolazzi raffigurante la Guardia Civica di Trento, nell'epoca dell'Italia napoleonica, che comprende 148 ritratti.

## Opere
- Lavis, chiesa di Sant'Udalrico: affreschi murali delle navate laterali (in collaborazione con il padre Bartolomeo Zeni).
- Sardagna (Trento), chiesa dei Santi Filippo e Giacomo: Martirio di San Filippo, 1784, olio su tela, 180 x 360 cm (firma D.Z.P.); Martirio di San Giacomo, 1784, olio su tela, 180 x 360 cm (data 1784).[9] Nella nicchia del fonte battesimale è poi presente l'affresco del Battesimo di Cristo (140 x 115).[10]
- Trento, Castello del Buonconsiglio: Martirio di San Filippo, 1784, olio su tela, 45 x 75 cm (bozzetto).[11]
- Villamontagna (Trento), chiesa dei Santi Fabiano e Sebastiano: Misteri del Rosario, 1790-1799, olio su tela, cinque tondi, dieci riquadri (48 x 48 cm); Madonna con il Bambino e santi Fabiano, Sebastiano e Rocco, olio su tela, 240 x 120 cm. Per la stessa chiesa inoltre Zeni ha realizzato la decorazione ad affresco della volta del presbiterio.[12]
- Villazzano (Trento), Villa Balduini Tambosi: "Le metamorfosi di Ovidio" e l'Iliade, affreschi, post 1796.[7]